# Antonio Rotolo
Pour les articles homonymes, voir Rotolo (homonymie).
Antonino « Nino » Rotolo (né à Palerme le 3 janvier 1946) est un parrain de la Mafia sicilienne

## Biographie
Antonio Rotolo est originaire du quartier Pagliarelli à Palerme, une zone traditionnellement contrôlée par la famille mafieuse Motisi. Rotolo est le sous-chef de Matteo Motisi, mais selon certains pentiti, il est le dirigeant de facto représentant le mandamento au sein de la Commission de la Mafia sicilienne et est allié aux Clan des Corleonesi.
En 2006, la police déduit que Rotolo — numéro 25 dans le code numéroté du parrain Bernardo Provenzano — devient une figure clé dans la hiérarchie de Cosa nostra.
Le 31 mai 1985, Rotolo est arrêté avec Giuseppe Calò dans la villa luxueuse de ce dernier, près de Rome. Il est l'un des accusés du maxi-procès contre Cosa nostra qui commence en 1986. Selon Francesco Marino Mannoia, devenu pentito, Rotolo fait partie des assassins de Piersanti Mattarella, alors président de la région de Sicile. Il est également membre de l'équipe qui tue l’homme politique communiste Pio La Torre ainsi que le préfet de Palerme, le général Carlo Alberto dalla Chiesa, selon le pentito Calogero Ganci.
Se sentant menacé, notamment par le retour des membres du clan Inzerillo il cherche à assassiner Salvatore Lo Piccolo, allié des parrains palermitains exilés aux États-Unis.
Nino Rotolo est arrêté en juin 2006, deux mois après Provenzano, dans le cadre du vaste coup de filet baptisé "Gotha", parmi seize chefs de clan, dont Francesco Bonura d'Antonino Cina.
En février 2007, les autorités saisissent des biens appartenant à Rotolo pour une valeur estimée à 30 millions d’euros.